# Ред-Ривер (приход)
Ред-Ривер (англ. Red River Parish, фр. Paroisse de Red River) — приход штата Луизиана, США. Официально образован в 1871 году. По состоянию на 2010 год, численность населения составляла 9091 человек.

## География
По данным Бюро переписи США, общая площадь прихода равняется 1 041,181 км2, из которых 1 007,511 км2 — суша, и 33,670 км2, или 3,300 %, — это водоёмы.

## Население
По данным переписи населения 2000 года на территории прихода проживает 9622 жителя в составе 3414 домашних хозяйств и 2526 семей. Плотность населения составляет 10,00 человек на км2. На территории прихода насчитывается 3988 жилых строений, при плотности застройки около 4-х строений на км2. Расовый состав населения: белые — 57,87 %, афроамериканцы — 40,91 %, коренные американцы (индейцы) — 0,28 %, азиаты — 0,09 %, гавайцы — 0,02 %, представители других рас — 0,22 %, представители двух или более рас — 0,61 %. Испаноязычные составляли 1,01 % населения независимо от расы.
В составе 35,70 % из общего числа домашних хозяйств проживают дети в возрасте до 18 лет, 51,50 % домашних хозяйств представляют собой супружеские пары, проживающие вместе, 18,60 % домашних хозяйств представляют собой одиноких женщин без супруга, 26,00 % домашних хозяйств не имеют отношения к семьям, 0,00 % домашних хозяйств состоят из одного человека, 0,00 % домашних хозяйств состоят из престарелых (65 лет и старше), проживающих в одиночестве. Средний размер домашнего хозяйства составляет 2,74 человека, и средний размер семьи 3,23 человека.
Возрастной состав прихода: 30,10 % моложе 18 лет, 9,30 % от 18 до 24, 24,80 % от 25 до 44, 21,50 % от 45 до 64 и 21,50 % от 65 и старше. Средний возраст жителя прихода 35 лет. На каждые 100 женщин приходится 90,80 мужчин. На каждые 100 женщин старше 18 лет приходится 85,40 мужчин.
Средний доход на домохозяйство прихода составлял 23 153 USD, на семью — 27 870 USD. Среднестатистический заработок мужчины был 27 132 USD против 17 760 USD для женщины. Доход на душу населения составлял 12 119 USD. Около 26,00 % семей и 29,90 % общего населения находились ниже черты бедности, в том числе — 40,10 % молодёжи (тех, кому ещё не исполнилось 18 лет) и 18,90 % тех, кому было уже больше 65 лет.